# Rudi Stephan

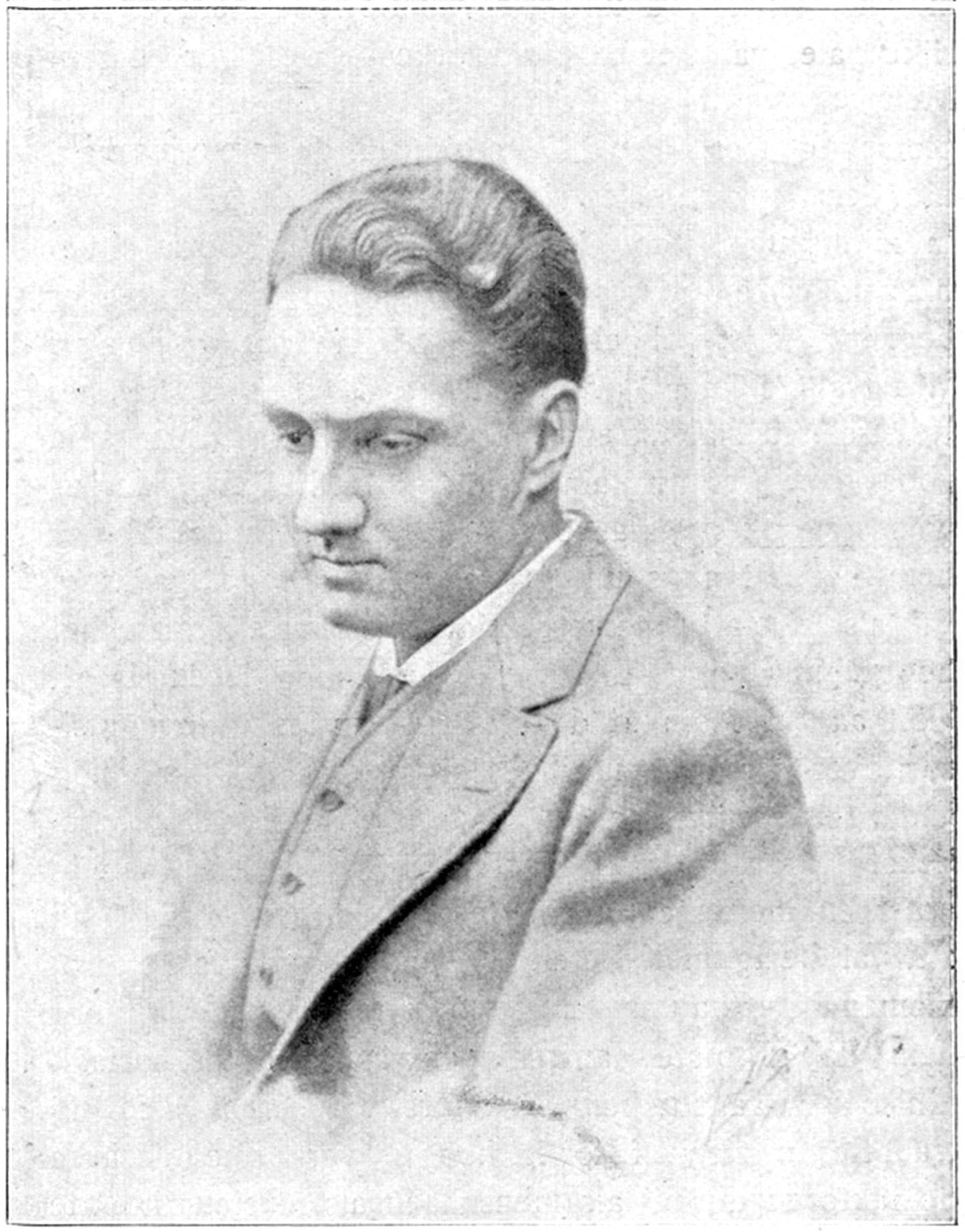
Rudi Stephan

Rudolf „Rudi“ Stephan (* 29. Juli 1887 in Worms; † 29. September 1915 bei Tarnopol, Galizien, Österreich-Ungarn) war ein deutscher Komponist.

## Leben

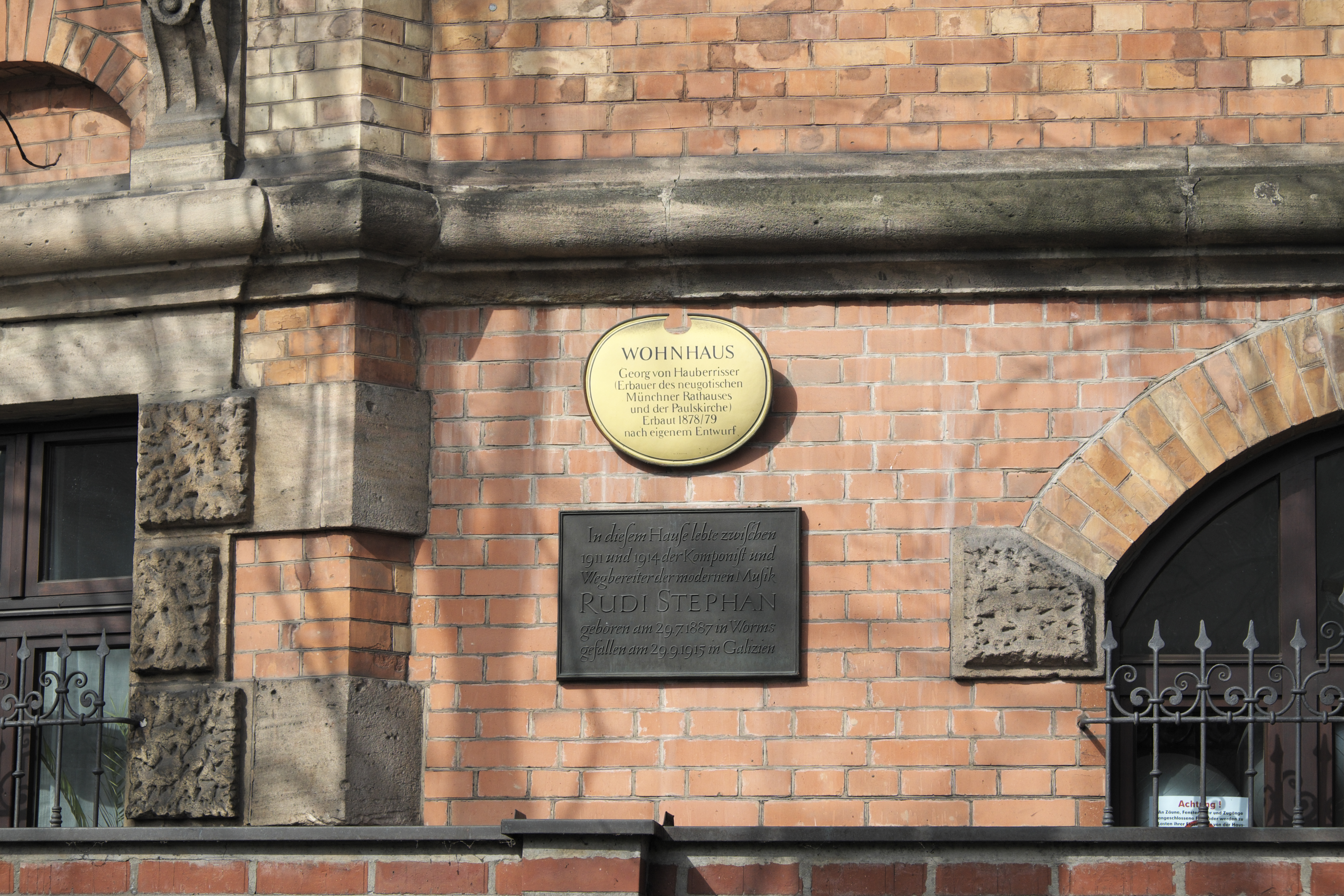
Gedenktafel für Rudi Stephan am Haus Schwanthalerstraße 106 in München

Stephan galt als eine der großen Komponistenhoffnungen seiner Generation. Er wuchs in Worms als Sohn einer gutsituierten Juristenfamilie auf, sein Vater war der Jurist und Politiker Karl Stephan. Sein Großvater stammt aus dem rheinhessischen Heßloch. Er studierte Komposition bei Bernhard Sekles an Dr. Hoch’s Konservatorium in Frankfurt a. M. und bei Rudolf Louis in München. Rudi Stephan lebte bis 1914 in München, wo er 1911 erste Kompositionen vorstellte. Er fiel im Alter von 28 Jahren im Ersten Weltkrieg bei Welykyj Chodatschkiw (pol. Chodaczków Wielki), westlich von Tarnopol.

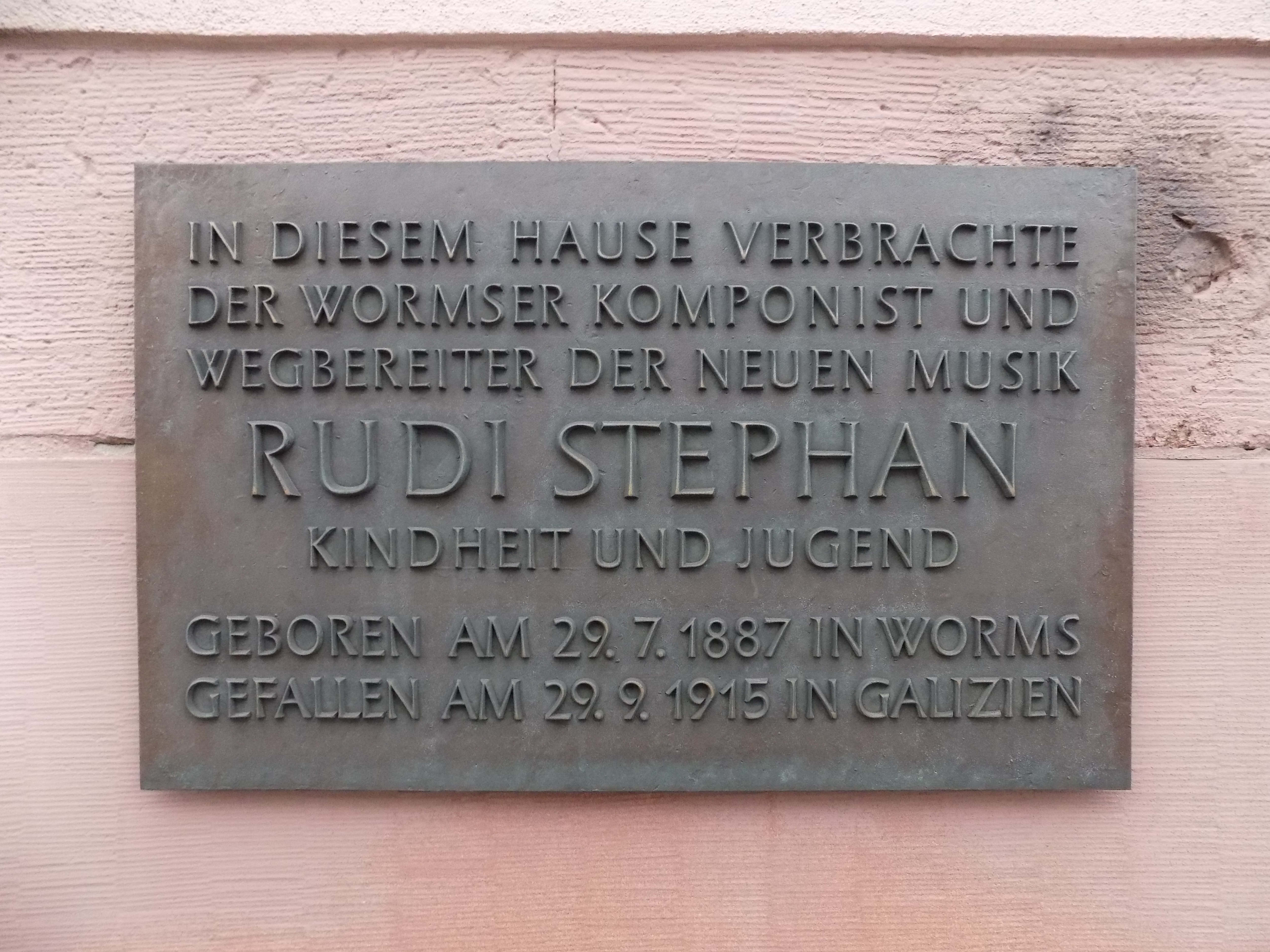
Gedenktafel für Rudi Stephan an seinem Geburtshaus, der heutigen Adlerapotheke in Worms

Aufgrund seines frühen Todes konnte er nur wenige Werke vollenden. Er wurde aber schon zu Lebzeiten als einer der talentiertesten deutschen Komponisten seiner Generation angesehen. Bei einem Konzert in der Münchener Tonhalle, das durch einen umfangreichen finanziellen Zuschuss seines Vaters ermöglicht wurde, machte er am 16. Januar 1911 zum ersten Mal auf sich aufmerksam. Im Jahre 1915 erschien sein bedeutendstes und größtes Werk, die Oper Die ersten Menschen. Stephan war zu dieser Zeit bereits ein anerkannter Komponist, dessen Werke im Schott-Verlag verlegt wurden. Seine Musik steht auf der Schwelle zwischen Spätromantik und Moderne und bezieht sowohl tonale Tradition (Richard Wagner) als auch impressionistische Klänge und freitonale Entwicklungen, wie sie beim frühen Schönberg zu finden sind, mit ein. Von seinem Schaffen ist nur erhalten, was der Musikverlag Schott im Druck herausgegeben hat; sein Nachlass wurde nach einem Bombenangriff auf Worms im Februar 1945 ein Raub der Flammen.
Rudi Stephan hat zur Stilwende, die um 1910 in der Musik eintrat, einen wichtigen Beitrag geleistet – nicht in feingeschliffener, gebändigter Form, sondern revolutionär: heterogen, urwüchsig, genialisch. Seine Musik suchte nicht philosophische oder andere außermusikalische Bedeutung, noch strebte sie programmatische Wirkung an; sie zielte auf Spannung, Ausdruck, Farbe, auf Musik an sich – daher auch die „neutralen“ Bezeichnungen seiner Werke: „Musik für …“. Sie lässt zwar viele Einflüsse erkennen und einige von ihnen sehr unmittelbar, aber epigonal ist sie darum keineswegs.

## Werke

### Orchesterwerke
- (erste) Musik für Orchester (1910)[4]
- Musik für Orchester (1912)
- Musik für Geige und Orchester (1911, rev. 1913)

### Klavier- und Kammermusik
- Für Harmonium (August 1907)
- Groteske für Geige und Klavier (1911)
- Musik für sieben Saiteninstrumente (1911)

### Oper
- Die ersten Menschen. Oper in zwei Aufzügen nach dem gleichnamigen „erotischen Mysterium“ von Otto Borngräber (1914; Uraufführung postum 1. Juli 1920 in Frankfurt am Main; Dirigent: Ludwig Rottenberg)

### Singstimme und Orchester
- Liebeszauber. Ballade für Bariton und Orchester nach Friedrich Hebbel (1913)

### Lieder
- Waldstille (1905)
- Waldnachmittag (1906)
- Auf den Tod einer jungen Frau (1906)
- Mitternacht (1907)
- Memento vivere (1907)
- Up de eensame Hallig für tiefe Singstimme und Klavier (1914)
- Zwei ernste Gesänge für Bariton und Klavier:
  - Am Abend (1914)
  - Memento vivere (1913; frühere Fassung s. o.)
- 6 Gedichte für Singstimme und Klavier aus dem Liederzyklus „Ich will dir singen ein Hohelied“. (1913–1914, hrsg. 1921)
- 7 Lieder für Singstimme und Klavier (1913–1914, hrsg. 1936)

## Erinnerung
Um die Erinnerung an Rudi Stephan wach zu halten, wurde das „Altsprachliche Gymnasium“, auf dem er zur Schule ging, in „Rudi-Stephan-Gymnasium“ umbenannt. Heute befindet sich in dem von Stephan besuchten Schulgebäude die Ernst-Ludwig-Schule. Die westlich der Innenstadt gelegene Ulmenstraße wurde Stephan zu Ehren in „Rudi-Stephan-Allee“ umbenannt.